# Sokolovi
 Sokolovi  (lat. Falconidae) su porodica ptica, jedina u redu Sokolovki. Sastoji se od najmanje dvije potporodice.

## Potporodice
1. Caracarinae
2. Falconinae